# 일본국 헌법 제7장
일본국 헌법 제7장 재정(일본어: 日本国憲法第7章 財政)은 일본국 헌법의 재정에 관한 부분이다. 제83조부터 제91조까지 총 9개의 조로 구성되어 있다.

## 구성
- 제83조 재정 처리의 기본 원칙
- 제84조 과세
- 제85조 국비의 지출 및 국가의 채무 부담
- 제86조 예산
- 제87조 예비비
- 제88조 황실 재산
- 제89조 공공 재산의 지출 또는 이용의 제한
- 제90조 결산 검사, 회계검사원
- 제91조 재정 상황의 보고

## 같이 보기
- 일본국 헌법
- 일본국 정부